# (466807) 2015 BY89
(466807) 2015 BY89 es un asteroide perteneciente al cinturón de asteroides, descubierto el 10 de noviembre de 2005 por el equipo Spacewatch desde el Observatorio Nacional de Kitt Peak (Arizona, Estados Unidos).